# CBC.ca
CBC.ca es un portal de noticias en línea de habla inglesa, perteneciente a CBC/Radio-Canada. Comenzó sus actividades en 1996, aunque, con otros nombres, los servicios virtuales de la CBC habían iniciado en 1993. Según la lista de Alexa, es el 42º sitio más visitado en su país de origen. CBC también tiene un sitio de noticias en francés llamado Ici.Radio-Canada.ca.

## Historia
En 1993, CBC lanzó un sitio web experimental, seguido de un pequeño sitio para promocionar CBC Radio y otro para el programa de CBC Halifax TC Street Cents. Hacia 1995, la CBC había consolidado todo esto en un único sitio web. Al año siguiente, la CBC comenzó a ofrecer un streaming las veinticuatro horas para su radio, a través de RealAudio. Al año siguiente, lanzaron CBC Kids y cubrieron su primera elección federal a través de Internet. CBC lanzó su primer sitio de noticias al año siguiente.
En 2000, CBC lanzó un servicio wireless y también CBC Radio 3, una revista de banda ancha exclusivamente en línea, con información transmitida por streaming, dedicada a la cultura juvenil y a la música independiente.

## Ici.Radio-Canada.ca
Radio-Canada.ca es la contraparte en francés de este periódico en línea, dirigido por Société Radio-Canada, parte de la CBC. En junio de 2013, dicha compañía anunció que se trasladaría a «ici.ca» en octubre del mismo año, como parte de un plan mayor para renombrar todas las marcas francesas de CBC, bajo un nombre común, «ici». Sin embargo, luego de las críticas recibidas por abandonar el nombre histórico de «Radio-Canada», el sitio mantuvo dicho nombre en su dominio: ici.radio-canada.ca.

## Premios y reconocimientos
- 2003: Premio al «periodismo de servicio» otorgado por la Online News Association por su cobertura sobre la epidemia de SRAG (SARS).[7]
- 2004: Reconocimientos de la Online News Association en la categoría de «Specialty Site Journalism» por el artículo «Canada Votes», y en la categoría de periodismo de servicio por su investigación «Adverse Drug Reactions».[8]
- 2006: Premio a mejor uso de nuevos medio otorgado por la Radio Television Digital News Association (RTNDA).[9]